# Stanisław Waupszasow
Stanisław Aleksandrowicz Waupszasow, ros. Станислав Алексеевич Ваупшасов, lit. Stanislovas Vaupšas, wielokrotnie zmieniał nazwisko (ur. 27 lipca 1899 w m. Gruździe, zm. 19 listopada 1976 w Moskwie) – pułkownik, oficer radzieckiego wywiadu (Osnaz) zaangażowany w latach 1920–1926 w działalność dywersyjną na wschodnich terenach II Rzeczypospolitej (Zachodniej Białorusi), Bohater Związku Radzieckiego.

## Życiorys
Urodził się w miasteczku Gruździe (leżącym na terenie dzisiejszego okręgu szawelskiego), w guberni kowieńskiej na Litwie. Z pochodzenia był Litwinem, a jego nazwisko rodowe brzmiało Vaupšas/Waupszas (Ваупшас).
Do Armii Czerwonej wstąpił w 1918 roku. W latach 1920–1926 uczestniczył w działalności dywersyjnej wywiadu na wschodnich terenach Polski (służył jako komisarz polityczny w bandzie Niechwiedowicza). Następnie wysłany do Hiszpanii, gdzie przebywał w latach 1937–1939. Prowadził operacje wywiadowcze na tyłach wojsk gen. Francisco Franco. Później, jako szpieg pod zmienionym nazwiskiem (Wołożynow), wysłany do radzieckiej ambasady w Finlandii, gdzie działał do wybuchu wojny z tym krajem. Bezpiecznie powrócił wraz z innymi dyplomatami do domu. Przekazany został pod dowództwo zastępcy Ławrientija Berii – generała Grigoriewa. Wcześniej współpracował z nim podczas wojny domowej w Hiszpanii. Mianowany został zastępcą dowódcy 4. batalionu 2 Pułku OMSBON (Samodzielna Brygada Zmechanizowana Osnaz).
W latach II wojny światowej dowodził w rejonie Mińska jednym z największych zgrupowań partyzanckich za linią frontu. Po zakończeniu wojny pozostał w wywiadzie. Dopiero po 23 latach (w 1940 roku) wstąpił do WKP(b). 5 listopada 1944 roku otrzymał tytuł Bohatera Związku Radzieckiego. W sierpniu 1945 roku uczestniczył w operacji kwantuńskiej przeciwko Japonii. Po wojnie zaangażowany w zwalczanie litewskiego podziemia nieniepodległościowego. Od 1954 roku w rezerwie, w 1958 roku, po prawie 40 latach pracy w wywiadzie, przeszedł na emeryturę. Zmarł 19 listopada 1976 roku w wieku 77 lat.
Wydał swoje wspomnienia zatytułowane Na triewożnych pieriekrieskach oraz Zapiski Czekista. W 1990 roku wydano na jego cześć znaczek pocztowy.